# Перонизм

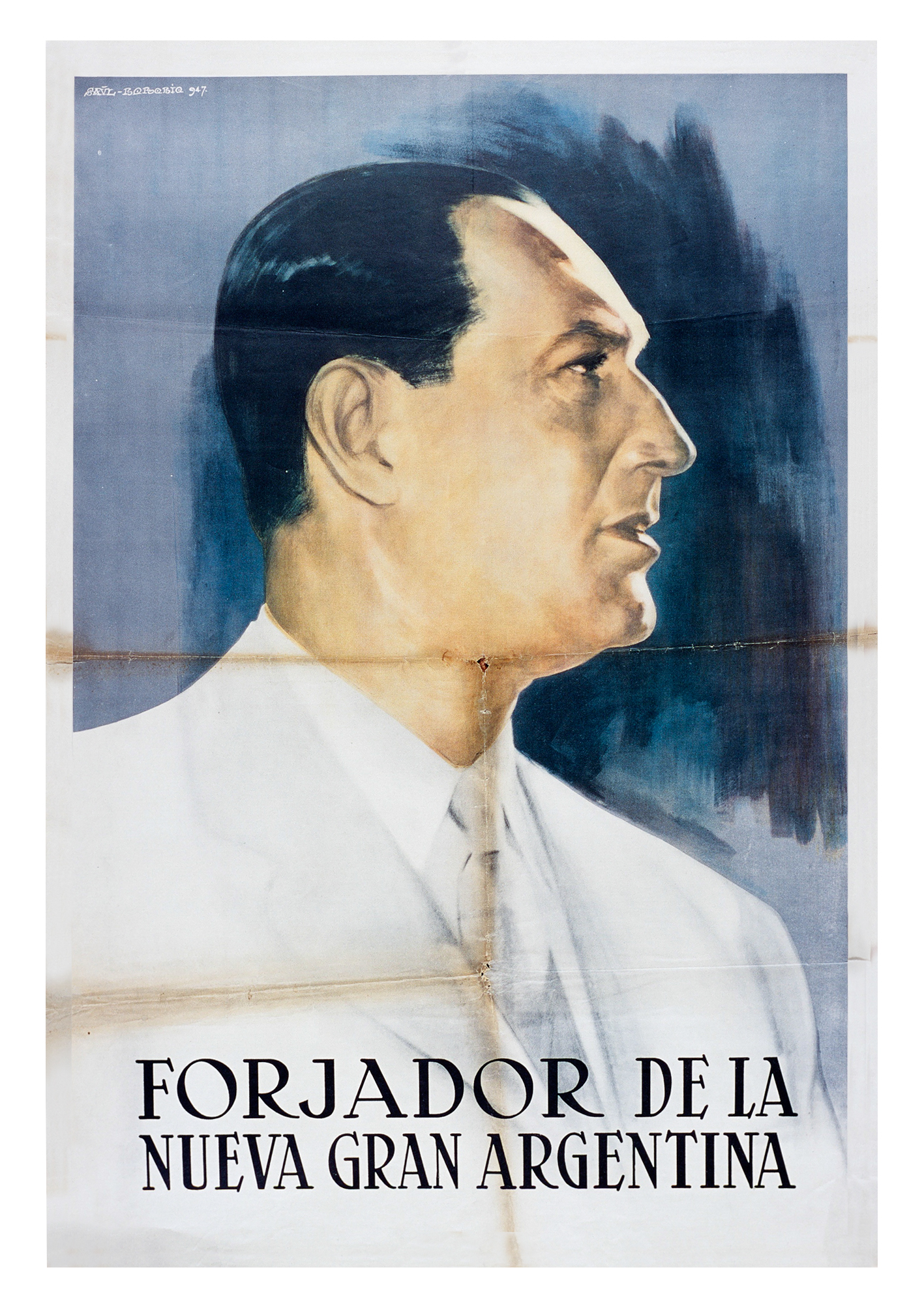
Плакат с изображением Хуана Перона

Перони́зм (исп. Peronismo; хустисиали́зм, исп. Justicialismo, дословно — «справедливизм») — аргентинская политическая идеология, основанная на взглядах президента Хуана Перона и представляющая собой комбинацию экономического национализма и патернализма. В Аргентине перонизм рассматривался правящими кругами как альтернатива неолиберализму.

## Направления

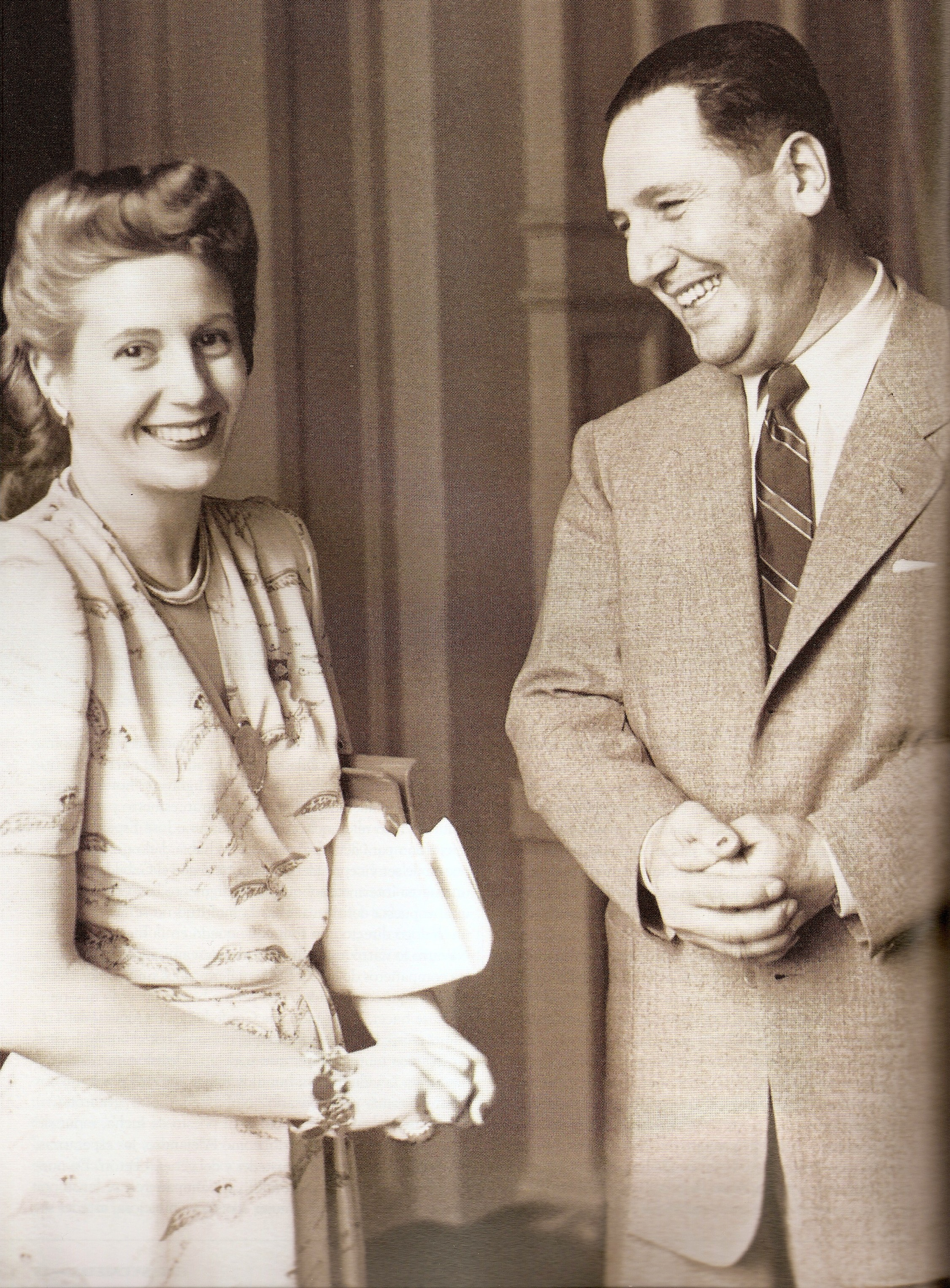
39-й и 41-й президент Аргентины Хуан Перон и его супруга Эвита Перон

Перонизм как политическое течение имеет два основных направления: правый имеет политико-экономическую концепцию и отождествляется с Хуаном Пероном, а левый имеет социально-гуманитарную ориентированность и ассоциируется с Эвитой Перон.

## Основные компоненты
- Авторитаризм или каудильизм[1].
- Третий путь: всё лучшее от капитализма и социализма.
- Опора на собственные силы в экономике (автаркия).
- Комбинация национальной идеи и социальной справедливости (социальные гарантии в виде отпусков и пенсий, национализация центрального банка и крупной промышленности).

## История
С 1930 года Аргентина была погружена в эпоху Великой депрессии. Перетекающие из одного в другой экономические кризисы, постоянные конфликты с другими государствами привели к абсолютной исключённости аргентинского общества из политической жизни страны. Бедность привела к недовольству государственной властью. Традиционно для Аргентины народными волнениями воспользовались военные.
В 1943 году происходит «Июньская революция», организованная «Группой объединённых офицеров» во главе с несколькими генералами и полковниками Аргентины. Захватив власть, военные установили диктатуру. Аргентинское общество опять оказалось ущемлённым и неуслышанным. В сентябре в Буэнос-Айресе начались забастовки недовольных рабочих.
В ответ на недовольства военные в ноябре 1943 года создали министерство труда и социального обеспечения. На пост министра был назначен малоизвестный полковник Хуан Доминго Перон. Он родился 8 октября 1895 года в Буэнос-Айресе, закончил национальную военную академию, за свою карьеру был преподавателем военной истории, а также военным атташе в Чили и Италии, где проникся идеями Муссолини. Заняв пост министра, Перон начинает проводить встречи с рабочими в своем министерстве и совершать поездки на предприятия для установления контакта с рабочими и крестьянами. Перон поощряет рост профсоюзных объединений и добивается от предпринимателей признания профсоюзов и учёта их требований в трудовых отношениях. Однако предприниматели-промышленники не удовлетворяли требования профсоюзов. Рабочие проводили забастовки.

### Эва Перон. Отношения Хуана и Эвы Перон
В июле 1944 года Перон занял пост вице-президента страны. В этот период Хуан Перон начинает везде появляться со своей подругой и актрисой Эвитой Перон. Хуан, с самого начала до самого конца отношений с Эвитой, очень трогательно к ней относился. Министр вставал каждый раз, когда она входила в комнату, и каждый раз целовал ей руку.
Мари́я Э́ва Дуа́рте родилась 7 мая 1919 года в провинции Буэнос-Айреса. Она была пятой незаконнорождённой и единственной непризнанной дочерью владельца небольшой фермы от его служанки. В 1934 году в возрасте 15 лет Эва Дуарте оказалась в Буэнос-Айресе и стала работать актрисой в маленькой актёрской труппе, потом она стала моделью и радиоведущей. За последующие 10 лет Эвита прошла все круги ада аргентинской простолюдинки. Чувства недовольства своим материальным положением, усталости от жизненных перипетий, унижения от меняющихся любовников и при этом постоянная внутренняя уверенность в себе заставляли её неустанно двигаться вверх по социальной лестнице.
Перон считал, что роль женщин в современном мире возросла, и они непременно должны быть включены в политическую жизнь. Он открывает Эвите радиопередачу, в которой она активно продвигает политическую идеологию своего возлюбленного в массы рабочих и крестьян. Эва всегда могла найти нужные слова для простого народа, частью которого она себя заслуженно считала до последних дней. Она говорила: «Мои постоянные идеалы — это Перон и мой народ, я поднимаю своё знамя за дело Перона». Эти слова она произносила в каждой своей речи, обращённой к народу, включая свою последнюю речь. Популярность Перона молниеносно росла по всей стране.

### Отставка с поста вице-президента и президентство Хуана Перона
Перонизм не имел оформленной идеологической концепции. Хуан считал себя человеком действия и не искал теоретических обоснований. Тем не менее, перонизм подразумевает определённые черты построения государственной экономики и политики. Внутри страны перонизм был задуман как популистический стиль мощного социально-политического движения, призванный интегрировать в себя большую часть населения страны за счёт тесной эмоциональной связи с лидером. Во внешней политике перонизм подразумевал независимую экономику и военный нейтралитет. Этот режим вполне можно назвать социал-перонизмом.
После того, как Хуан Перон стал президентом, у него больше не оставалось времени для поддержания тесного контакта с рабочими. Его личным представителем и помощником становится жена Эвита. Летом 1946 года Эва начинает совершать поездки по всей стране, она выступает перед рабочими. Она рассказывает, как любит Перона и аргентинский народ, как поменяется Аргентина и будет процветать, как будут наказаны те, кто так долго унижал простой народ. Встречающие толпы рабочих и крестьян, уже глубоко полюбившие её, кричат: «Viva Evita!» Так Мария Эва Дуарте де Перон стала Эвитой. Потом она начинает принимать граждан в бывшем кабинете Хуана в Министерстве труда, через неё проходят сначала десятки, а потом и сотни людей в день.

### Роль Эвиты Перон в политике
Эвита не имела собственных политических воззрений. Она полностью проносила в массы идеологию Перона. Хуан, в свою очередь, уважал мнение любимой супруги и прислушивался к её советам. Целью и центральным звеном деятельности Эвиты была борьба с бедностью и социальным неравенством. В сентябре 1946 года основан Фонд социальной помощи Эвы Дуарте де Перон.
«В её канцелярию в здании Всеобщей конфедерации труда стекались сотни тысяч просьб со всей страны: у Эвиты просили игрушки, пособия, швейные машины, свадебные платья, вставные зубы, мебель, квартиры, поездки и женихов. И всё это Эвита давала: по статистическим данным, она раздала две с половиной тысячи домов и квартир, три с половиной тысячи стипендий, семь тысяч восемьсот раз стала крёстной матерью и около шести тысяч раз была посажёной матерью на свадьбах».
В 1947 году Перон создал Перонистскую партию, которую возглавил сам, и Союз Аргентинских женщин, который возглавила Эвита.

### Реформы

#### Начало экономических реформ
В первую очередь, Перон национализировал имущество, принадлежащее другим странам. Валютные резервы страны, находящиеся в аргентинских филиалах Франции и Англии, были возвращены на родину. Были выкуплены железные дороги, принадлежащие французским и английским компаниям, а также телефонные сети, городской транспорт, газовая промышленность и другие коммунальные предприятия, находящиеся в собственности США.
Второй отправной точкой стало развитие сельскохозяйственной промышленности. Европа была разорена после Второй мировой войны и нуждалась в хлебе и мясе, чем Аргентина была богата. Прибыль от экспорта вкладывалась в развитие Аргентины. Необходимые средства тратились на социальные нужды, снимающие острые экономические проблемы населения.
И, наконец, третьей отправной точкой стало вложение остающейся свободной прибыли государства в развитие национальной промышленности и инфраструктуры. Строились предприятия промышленности, в частности тяжёлой и химической, железные и автомобильные дороги, государственное жильё для нуждающихся. Был запущен процесс быстрого экономического роста.

#### Начало социальных реформ
Индустриализация и модернизация страны создавала новые рабочие места. За 3 года в стране была искоренена безработица, зарплата выросла почти в 2 раза, был запрещён детский труд, были введены системы государственного пенсионного обеспечения и здравоохранения. Рабочие получили 13-ю зарплату за каждый календарный год работы, оплачиваемые отпуска, бесплатные путёвки в дома отдыха.
Была создана система социальных лифтов. Все трудящиеся стали членами профсоюзов. Их представители вошли в состав Всеобщей конфедерации труда, число которой выросло с 300 тысяч до 3 миллионов участников. Были созданы женские и молодёжные организации. Все социальные организации вошли в состав членов Перонистской партии. Таким образом, около 90 % всего населения Аргентины стали членами Перонистской партии. Все организации сохраняли свою автономность друг от друга внутри партии; они заключали коллективные договоры с государственными органами и предприятиями. Через все эти взаимосвязи была запущена национальная система социального обеспечения и регулирования. Заморозили квартплаты. Потребительские цены на внутреннем рынке удерживались на доступном уровне, было расширено производство товаров широкого потребления.
Представители профсоюзов вошли в состав Национального Конгресса и Правительства. Забастовки запретили законом, но население стало практическим участником законодательного и исполнительного процесса государственного управления. До конца перонисткого режима почти во всех случаях через 2—6 месяцев требования бастующих удовлетворялись через рассмотрение вопросов на заседаниях Национального конгресса.

#### Расширение гражданских прав и прав президента
В 1948 году по личной просьбе Эвиты в обращении к Парламенту женщинам было предоставлено избирательное право. Также был разрешён развод, что вызвало недовольство католической церкви.
Одновременно с революционными расширениями гражданских прав расширялись права президента. Теперь он мог избираться неограниченное количество раз, имел право запрещать партии и организации, полномочия глав регионов ограничивались обязанностями президентского представителя на местах, законодательная и судебная власть стала фактически контролируемой.
Меры по укреплению президентской власти были предприняты по двум основным причинам. Во-первых, Хуан считал, что эти меры будут законодательной опорой в борьбе с коррупцией. Во-вторых, помогут удержать политическую стабильность в стране, несмотря на начавшийся в 1949 году экономический спад.

### Повторное избрание Хуана Перона на пост президента
Накануне президентских выборов 1951 года Эвита решила выдвинуть свою кандидатуру на должность вице-президента. Она заявила о своём намерении аргентинцам, толпа ликовала от счастья. Военные, одолеваемые чувством гордыни и страха, твёрдо заявили Хуану, что они не потерпят власти женщины, к тому же, по их словам, она полностью затмит Перона и раздаст всю казну беднякам. У Эвы уже не было сил отстаивать свои позиции, потому что она была больна раком матки. Через месяц о болезни узнала вся Аргентина, когда Эвиту забрали в больницу для проведения экстренной операции.
«Эвита отказалась от выдвижения: рыдая, стояла она перед микрофоном на балконе президентского дворца, рассказывая нации о том, что скромность и безграничная любовь к мужу не позволяют ей выдвинуть свою кандидатуру. Нация рыдала вместе с ней…»
11 ноября 1951 года Хуан Перон был выбран президентом Аргентины на второй срок, набрав 64 % голосов.
7 мая 1952 года, в день 33-летия Эвиты, Национальный конгресс в знак народного уважения и любви присвоил ей титул «Духовный лидер нации».

### Смерть Эвиты Перон
4 июня 1952 года на инаугурации супруга Эвита последний раз появилась на публике и произнесла последнюю речь, сказав: «Не плачь по мне, Аргентина! Я буду с тобой живая и мёртвая». 26 июля 1952 года Эвита Перон умерла. Её тело было искусно забальзамировано и покоилось в часовне Всеобщей конфедерации труда. Страна погрузилась в траур, тринадцать дней тело было выставлено для прощания.

### Безработица, инфляция и забастовки
К 1953 году в Аргентине сильно выросла безработица и инфляция. Частота и массовость забастовок увеличивалась. Хуан Перон решил попробовать исправить ситуацию, резко изменив политический и экономический курс. Перон открыл границу для иностранного капитала, при этом отклонившись от одного из основных постулатов перонизма. В этом же году он издал закон о предоставлении иностранным и аргентинским предпринимателям равных прав, зная, что американские инвесторы начнут вкладывать деньги в Аргентину. Также был заключён экономический союз с Чили. Хуан решил начать развитие нефтедобывающей промышленности. В 1955 году была создана совместная крупная нефтедобывающая компания «Калифорния-Аргентина петролеум».
В 1953—1955 годах всё более жестоко подавлялись забастовки. Недовольство аргентинцев стало ещё больше нарастать от проявлений жестокости. Католическая церковь, державшая злость на Хуана, стала во главе оппозиции.

### Военный переворот в Аргентине. Отставка Хуана Перона
Очередная группа генералов решила воспользоваться эмоциями людей и совершить военный переворот в Аргентине. В июне 1955 года начались восстания флота и военно-воздушных сил. Но в такой сложный для страны момент аргентинцы вспомнили о своей любви к Перону. Сухопутная армия осталась ему верна и вместе с тысячами рабочих защищала власть своего президента на площади его дворца. Агония мятежей затянулась. Самолёты мятежников осуществили бомбардировку центральной площади Буэнос-Айреса, где собрались сторонники Перона. Флот взял в блокаду Буэнос-Айрес и угрожал расстрелом всего города. Перон не хотел допустить гражданской войны, последствия которой он видел в Испании, поэтому 19 сентября 1955 года он подал в отставку и отплыл в Парагвай, откуда он перебрался в Испанию.
Мумия Эвы после свержения Перона была спрятана новой властью. Лишь в 1976 году мумия была перенесена в склеп семейства Дуарте, как при жизни завещала сама Эвита.
После свержения Перона были конфискованы огромные богатства, доставшиеся ему и его жене в ходе правления. Только часть, оставшаяся от его жены, составляла: 1200 слитков золота и серебра, 756 предметов из золота и серебра, 650 драгоценных украшений, 144 предметов из слоновой кости, ожерелий и брошек из платины, бриллиантов и драгоценных камней, оценённых в 19 миллионов песо, а также недвижимость и акции аграрных предприятий совместно с мужем, оценёнными судом в 16 410 000 песо. Всё перечисленное было конфисковано в государственную казну в 1955 году.
На 18 лет в Аргентине установилась военная диктатура.